# Mokre (powiat zamojski)

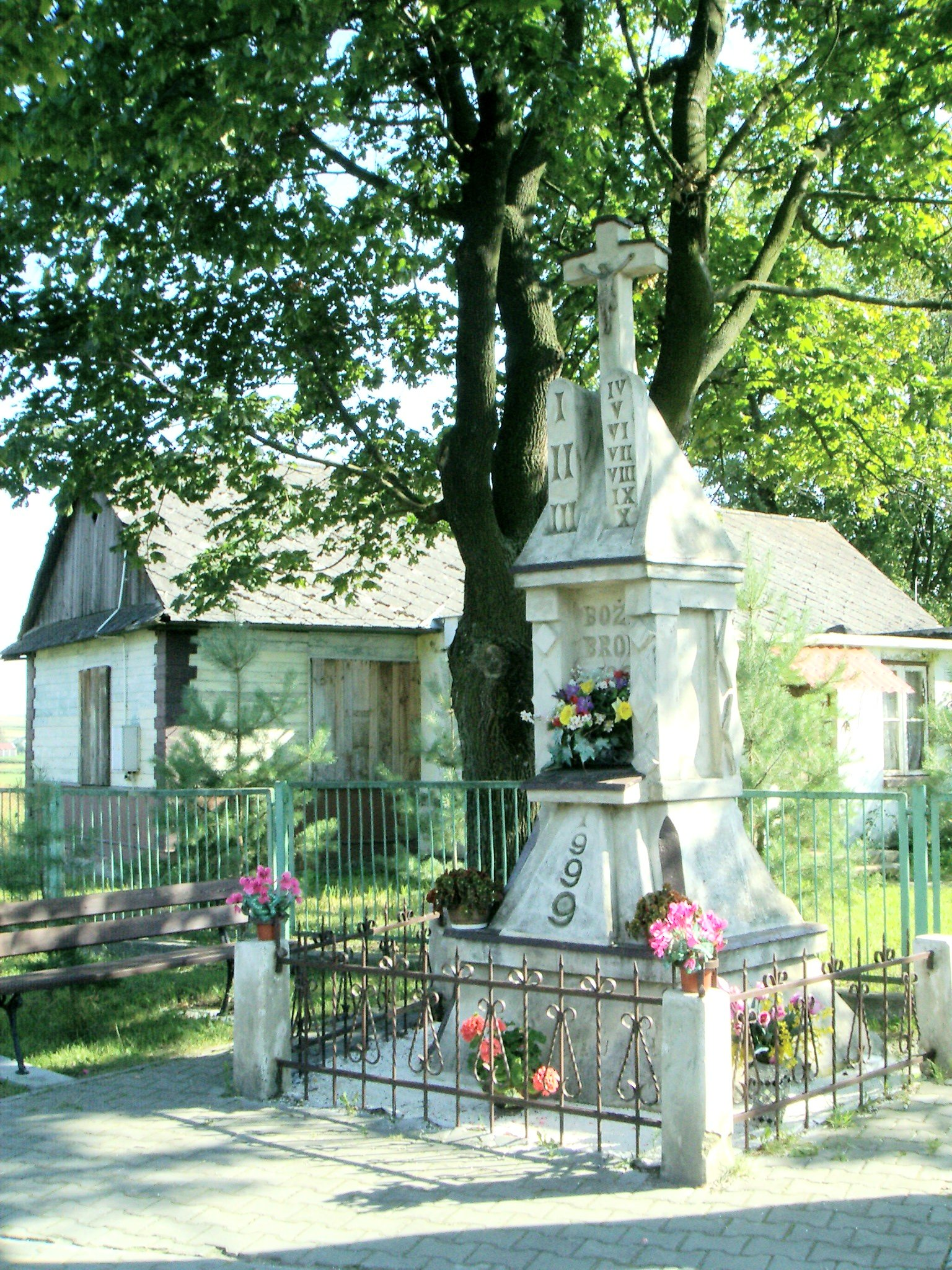
Stara szkoła podstawowa i kapliczka

Mokre – wieś w Polsce położona w województwie lubelskim, w powiecie zamojskim, w gminie Zamość. Leży w centralnej części gminy Zamość, przylegając bezpośrednio do granic miasta Zamość.
| SIMC    | Nazwa         | Rodzaj    |
| ------- | ------------- | --------- |
| 0906321 | Mokre-Kolonia | część wsi |

Nazwa jest typową nazwa topograficzną i wywodzi się od położenia nad podmokłymi i bagnistymi terenami w pobliżu rokrocznie wylewającej rzeczki Wieprzec (dziś Topornica).
Wieś jest sołectwem w gminie Zamość. Według Narodowego Spisu Powszechnego z roku 2011 wieś liczyła 999 mieszkańców.

## Historia
Pierwsze wzmianki o Mokrem sięgają 1430 r., kiedy wyrokiem królewskim w Lublinie wieś została (wraz z Płoskiem) odebrana dziedzicowi – Tomkowi z Płoskiego, poddanemu księcia bełskiego Ziemowita IV, a następnie włączona do prywatnego powiatu szczebrzeskiego rodu Gorayskich, za odszkodowanie 200 grzywien dla byłych właścicieli.
W czasie II wojny światowej koło budynku gminy rozstrzelano 46 Żydów, pochowanych potem na pobliskim polu. Egzekucje miała przeprowadzić, oprócz żandarmerii niemieckiej, także polska policja granatowa.
W 1942 r. wieś została wysiedlona przez Niemców. Większość wysiedlonych została wywieziona do Oświęcimia. Zgodnie z niemieckimi planami tworzenia "nowej przestrzeni życiowej na Wschodzie", zniszczono większość dotychczasowych ubogich zabudowań i skomasowano drobne grunty. W ich miejsce miały powstać 24 nowe obejścia. Niedaleko wsi prawdopodobnie znajdował się obóz, z którego koloniści niemieccy wyruszali do nowych miejsc zamieszkania.
W latach 1954–1972 wieś należała i była siedzibą władz gromady Mokre. W latach 1973–1974 miejscowość była siedzibą gminy Mokre. W latach 1975–1998 miejscowość należała administracyjnie do województwa zamojskiego.
W Mokrem znajduje się lotnisko sportowe Aeroklubu Ziemi Zamojskiej, jednostka Ochotniczej Straży Pożarnej.
W miejscowości tej znajduje się również biblioteka publiczna, kaplica pod wezwaniem św. Kazimierza oraz Szkoła Podstawowa. W pobliżu rezerwat ochrony susła perełkowanego – Rezerwat przyrody Hubale.
Współcześnie, co roku w ostatnią niedzielę lipca w Mokrem odbywa się "Dzień Susła" promujący ochronę wspomnianego susła. Zwierzątko to jest turystycznym symbolem Gminy Zamość. Na terenie rezerwatu znajdują się także wczesnośredniowieczne mogiły słowiańskie z VII i VIII wieku składające się z 46 kurhanów.
We wsi swój początek ma zielona trasa nordic walking. Szlak o długości 3 km wiedzie wokół okolicznego lasu do Rezerwatu Hubale.
W 2016 r. uruchomiono kolejowy przystanek osobowy Mokre (przy granicy z sołectwem Płoskie).